# Malmö Fotbollförening 2024
Questa voce raccoglie le informazioni riguardanti il Malmö Fotbollförening, meglio conosciuto come Malmö FF, nelle competizioni ufficiali della stagione 2024.

## Maglie e sponsor
La partnership con Puma come sponsor tecnico raggiunge il ventitreesimo anno consecutivo. Volkswagen è invece main sponsor per l'ottavo anno consecutivo.
| Casa | Trasferta | Terza divisa |  |

## Rosa
| N. |                      | Ruolo | Calciatore                     |
| -- | -------------------- | ----- | ------------------------------ |
| 1  | Brasile (bandiera)   | P     | Ricardo Friedrich              |
| 3  | Svezia (bandiera)    | D     | Anton Tinnerholm               |
| 4  | Finlandia (bandiera) | D     | Niklas Moisander               |
| 5  | Danimarca (bandiera) | C     | Søren Rieks                    |
| 6  | Svezia (bandiera)    | C     | Oscar Lewicki                  |
| 7  | Svezia (bandiera)    | C     | Otto Rosengren                 |
| 8  | Perù (bandiera)      | C     | Sergio Peña                    |
| 9  | Svezia (bandiera)    | A     | Isaac Kiese Thelin             |
| 10 | Danimarca (bandiera) | C     | Anders Christiansen (capitano) |
| 11 | Svezia (bandiera)    | C     | Sebastian Nanasi               |
| 13 | Svezia (bandiera)    | D     | Martin Olsson                  |
| 14 | Danimarca (bandiera) | C     | Sebastian Jørgensen            |
| 16 | Norvegia (bandiera)  | C     | Oliver Berg                    |
| 17 | Danimarca (bandiera) | D     | Jens Stryger Larsen            |
| 18 | Svezia (bandiera)    | D     | Pontus Jansson                 |

| N. |                       | Ruolo | Calciatore         |
| -- | --------------------- | ----- | ------------------ |
| 19 | Canada (bandiera)     | D     | Derek Cornelius    |
| 19 | Norvegia (bandiera)   | D     | Colin Rösler       |
| 20 | Norvegia (bandiera)   | A     | Erik Botheim       |
| 21 | Svezia (bandiera)     | A     | Stefano Vecchia    |
| 22 | Svezia (bandiera)     | C     | Taha Ali           |
| 23 | Norvegia (bandiera)   | C     | Lasse Berg Johnsen |
| 25 | Brasile (bandiera)    | D     | Gabriel Busanello  |
| 27 | Svezia (bandiera)     | P     | Johan Dahlin       |
| 29 | Montenegro (bandiera) | C     | Sead Hakšabanović  |
| 32 | Islanda (bandiera)    | A     | Daníel Guðjohnsen  |
| 33 | Svezia (bandiera)     | D     | Elison Makolli     |
| 34 | Svezia (bandiera)     | C     | Zakaria Loukili    |
| 35 | Svezia (bandiera)     | D     | Nils Zätterström   |
| 37 | Svezia (bandiera)     | C     | Adrian Skogmar     |
| 38 | Svezia (bandiera)     | C     | Hugo Bolin         |

## Risultati

### Allsvenskan

#### Girone di andata
| Arbitro: | Mohammed Al-Hakim |

|                   |           |                                                               |
| Sigurgeirsson 87’ | Marcatori | 14’ Kiese Thelin 20’ Botheim 44’ Nanasi 57’ Rieks 76’ Vecchia |

| Arbitro: | Adam Ladebäck |

|                                   |           |  |
| Kiese Thelin 34’ Kiese Thelin 48’ | Marcatori |  |

| Arbitro: | Richard Sundell |

|  |           |                                                      |
|  | Marcatori | 6’ Kiese Thelin 33’ Cornelius 51’ Nanasi 78’ Botheim |

| Arbitro: | Oscar Johnson |

|            |           |  |
| Nanasi 82’ | Marcatori |  |

| Arbitro: | Mohammed Al-Hakim |

|  |           |               |
|  | Marcatori | 90+4’ Botheim |

| Arbitro: | Joakim Östling |

|                                                                                        |           |  |
| Botheim 15’ Kiese Thelin 32’ Tiedemann Hansen 45+1’ (aut.) Nanasi 57’ Kiese Thelin 71’ | Marcatori |  |

| Arbitro: | Kristoffer Karlsson |

|                                             |           |               |
| A. Zeneli 34’ Hedlund 63’ Olsson 74’ (aut.) | Marcatori | 80’ Jørgensen |

| Arbitro: | Mohammed Al-Hakim |

|  |           |                                        |
|  | Marcatori | 34’ Botheim 42’ Rieks 88’ Berg Johnsen |

| Arbitro: | Oscar Johnson |

|             |           |  |
| Jansson 84’ | Marcatori |  |

| Arbitro: | Fredrik Klitte |

|                                     |           |                            |
| Lindberg 76’ Gustafson 90+3’ (rig.) | Marcatori | 8’ Nanasi 48’ Kiese Thelin |

| Arbitro: | Adam Ladebäck |

|                                                              |           |  |
| Bolin 4’ Botheim 7’ Botheim 31’ Botheim 40’ Kiese Thelin 55’ | Marcatori |  |

| Arbitro: | Joakim Östling |

|                            |           |           |
| Bolin 40’ Kiese Thelin 57’ | Marcatori | 9’ Zeneli |

| Arbitro: | Glenn Nyberg |

|                      |           |                                  |
| Vasić 24’ Heggem 65’ | Marcatori | 23’ Kiese Thelin 90+6’ Cornelius |

| Arbitro: | Granit Maqedonci |

|                                                                     |           |             |
| Christiansen 22’ Kiese Thelin 37’ Botheim 74’ Bolin 85’ Bolin 90+3’ | Marcatori | 29’ Ingason |

| Arbitro: | Oscar Johnson |

|                          |           |                       |
| Stroud 33’ Bergström 46’ | Marcatori | 79’ (aut.) Pettersson |

| Arbitro: | Adam Ladebäck |

|                                    |           |                                                       |
| Walta 34’ Wikman 45+1’ Persson 78’ | Marcatori | 60’ Nanasi 72’ Bolin 83’ Kiese Thelin 87’ Zätterström |

#### Girone di ritorno
| Arbitro: | Joakim Östling |

|  |           |           |
|  | Marcatori | 51’ Walta |

| Malmö 17ª giornata | Malmö FF | – Anticipata al 28 maggio | Elfsborg | Eleda Stadion |

| Arbitro: | Richard Sundell |

|  |           |          |
|  | Marcatori | 31’ Peña |

| Arbitro: | Adi Aganovic |

|                                   |           |                   |
| Christiansen 30’ Berg Johnsen 78’ | Marcatori | 21’ Sigurgeirsson |

| Arbitro: | Kristoffer Karlsson |

|                        |           |                             |
| Hallberg 53’ Osuji 63’ | Marcatori | 9’ (rig.) Botheim 77’ Bolin |

| Arbitro: | Fredrik Klitte |

|                                                                   |           |  |
| Bolin 9’ Christiansen 20’ Une Larsson 22’ (aut.) Kiese Thelin 80’ | Marcatori |  |

| Solna 15 settembre 2024, ore 14:00 22ª giornata | AIK               | 0 – 0 referto | Malmö FF | Strawberry Arena (27 595 spett.)\| Arbitro: \| Mohammed Al-Hakim \| |
| Arbitro:                                        | Mohammed Al-Hakim |               |          |                                                                     |

| Göteborg 18 settembre 2024, ore 19:00 Anticipo 24ª giornata | GAIS        | 0 – 0 referto | Malmö FF | Gamla Ullevi (8 470 spett.)\| Arbitro: \| Victor Wolf \| |
| Arbitro:                                                    | Victor Wolf |               |          |                                                          |

| Arbitro: | Kristoffer Karlsson |

|                                                               |           |  |
| Christiansen 7’ Christiansen 48’ Kiese Thelin 80’ Botheim 83’ | Marcatori |  |

| Göteborg 25 settembre 2024, ore 19:00 24ª giornata | GAIS | – Anticipata al 18 settembre | Malmö FF | Gamla Ullevi |

| Arbitro: | Mohammed Al-Hakim |

|                            |           |  |
| Rieks 20’ Kiese Thelin 31’ | Marcatori |  |

| Arbitro: | Adi Aganovic |

|           |           |                      |
| Bolin 55’ | Marcatori | 89’ (rig.) Zeljkovic |

| Arbitro: | Granit Maqedonci |

|             |           |             |
| Ribeiro 65’ | Marcatori | 16’ Botheim |

| Arbitro: | Glenn Nyberg |

|                   |           |                |
| Ali 59’ Bolin 78’ | Marcatori | 25’ Skjellerup |

| Arbitro: | Mohammed Al-Hakim |

|                      |           |                           |
| Erabi 15’ Besara 43’ | Marcatori | 65’ Zätterström 67’ Bolin |

| Arbitro: | Tess Olofsson |

|                             |           |               |
| Rosengren 29’ Busanello 43’ | Marcatori | 45+2’ Odefalk |

### Svenska Cupen 2023-2024

#### Gruppo 1
| Arbitro: | Per Melin |

|                               |           |  |
| Peña 64’ Stryger Larsen 90+3’ | Marcatori |  |

| Arbitro: | Tess Olofsson |

|  |           | |
|  | Marcatori | 11’ Kiese Thelin 34’ Jørgensen 41’ Rosengren 49’ Kiese Thelin 53’ Kiese Thelin 66’ (rig.) Nanasi 70’ Skogmar 87’ Vecchia |

| Arbitro: | Fredrik Klitte |

|             |           |           |
| Jansson 10’ | Marcatori | 31’ Yusuf |

#### Fase finale
| Arbitro: | Glenn Nyberg |

|                                                           |           |                    |
| Jørgensen 15’ Botheim 72’ Jørgensen 77’ Ali 83’ Ali 90+5’ | Marcatori | 2’ Björk 90’ Prica |

| Arbitro: | Kristoffer Karlsson |

|  |           |                                                           |
|  | Marcatori | 50’ Botheim 53’ Berg Johnsen 70’ Kiese Thelin 73’ Botheim |

| Arbitro: | Adam Ladebäck |

|                                               |                      |                               |
| Ali 70’                                       | Marcatori            | 78’ Hümmet                    |
| Christiansen Kiese Thelin Olsson Berg Johnsen | Tiri di rigore 4 – 1 | Danielson Radetinac Gulliksen |

### Svenska Cupen 2024-2025
| Arbitro: | Jovan Krsmanovic |

|                                                                                  |           |                            |
| Kiese Thelin 54’ (rig.) Guðjohnsen 88’ Guðjohnsen 93’ Guðjohnsen 112’ Rieks 118’ | Marcatori | 58’ Davidsson 90+2’ Bright |

### UEFA Champions League 2024-2025

#### Qualificazioni
| Arbitro: | Lukas Fähndrich |

|                                             |           |                   |
| Johnsen 21’ Bolin 37’ Johnsen 43’ Rieks 85’ | Marcatori | 71’ Frederiksberg |

| Arbitro: | Vitālijs Spasjoņņikovs |

|                                                    |           |                                   |
| Berntsson 2’ Frederiksberg 65’ Frederiksberg 90+5’ | Marcatori | 13’ Bolin 59’ (rig.) Christiansen |

| Arbitro: | John Beaton |

|                        |           |                       |
| Jansson 28’ Nanasi 67’ | Marcatori | 42’ Taison 75’ Rahman |

| Arbitro: | Marco Di Bello |

|                                           |           |                                                          |
| Taison 21’ Koulierakīs 43’ Živković 45+3’ | Marcatori | 10’ Nanasi 45’ Nanasi 90+6’ Zätterström 99’ Christiansen |

#### Spareggi
| Arbitro: | Jesús Gil Manzano |

|  |           |                              |
|  | Marcatori | 31’ (aut.) Stryger 89’ Ryneš |

| Arbitro: | Clément Turpin |

|                                  |           |  |
| Haraslin 80’ (rig.) Rrahmani 83’ | Marcatori |  |

### UEFA Europa League 2024-2025

#### Fase campionato
| Arbitro: | Luís Godinho |

|  |           |                           |
|  | Marcatori | 1’ Bajrami 76’ McCausland |

| Arbitro: | Anastasios Papapetrou |

|             |           |                         |
| Juninho 15’ | Marcatori | 19’ Botheim 47’ Botheim |

| Arbitro: | Simone Sozza |

|  |           |              |
|  | Marcatori | 30’ El Kaabi |

| Arbitro: | Sven Jablonski |

|                       |           |             |
| Muçi 76’ Kılıçsoy 85’ | Marcatori | 90+3’ Rieks |

| Arbitro: | Əliyar Ağayev |

|                                                    |           |                    |
| B. Varga 8’ (rig.) B. Varga 11’ Kady 53’ Cissé 74’ | Marcatori | 18’ (rig.) Botheim |

| Arbitro: | John Brooks |

|                        |           |                      |
| Botheim 24’ Peña 90+2’ | Marcatori | 43’ Jelert 56’ Akgün |

| Malmö 23 gennaio 2025, ore 18:45 CET 7ª giornata | Malmö FF | – referto | Twente | Eleda Stadion |

| Praga 30 gennaio 2025, ore 21:00 CET 8ª giornata | Slavia Praga | – referto | Malmö FF | Eden Arena |